# Charo Marcos
Charo Marcos es una periodista española, fundadora del boletín Kloshletter, del pódcast AM y cocreadora del pódcast Geopolítica Pop. En 2022 fue galardonada con el premio Blasillo de Huesca al ingenio español en internet.

## Trayectoria
Marcos se licenció en periodismo en la Universidad de Navarra. Inició su carrera profesional en el periódico La Razón y en el canal de televisión Antena 3. Después, pasó siete años en la redacción en el área digital del periódico El Mundo y, más tarde, ocho años dirigiendo el equipo de Informativos del área digital de RTVE, donde fue subdirectora de nuevos formatos y de su laboratorio audiovisual.
En 2015, Marcos abandonó la empresa pública para unirse a la agencia de comunicación Prodigioso Volcán, donde participó en diversos proyectos de transformación digital de medios de comunicación. Dos años después, en 2017, fundó un boletín digital de información al que llamó Kloshletter, el primero de ese tipo que se editaba en España. En ese boletín, Marcos hace una selección de noticias del día de medios españoles e internacionales que envía por correo electrónico a sus suscriptores. El nombre es un homenaje al sombrero cloche, una prenda femenina utilizada a principios del siglo XX.
En 2019, junto con la agencia Prodigioso Volcán, coordinó la obra colectiva No me cuentes cuentos de la Editorial Montena que recoge relatos de cien mujeres que tuvieron impacto en la historia.
Al año siguiente, creó un pódcast llamado AM basado en su boletín Kloshletter que se difunde a través de la plataforma Spotify, con un resumen diario de las informaciones.
Marcos es creadora, junto a los impulsores del sitio web El Orden Mundial del pódcast Geopolítica Pop, que explica la realidad internacional desde la cultura popular.

## Reconocimientos
En 2022, recibió el premio Blasillo de Huesca al ingenio español en internet, en reconocimiento a su labor profesional al liderar dos proyectos digitales, como el boletín Kloshletter y el podcast AM. Este reconocimiento se enmarcó en la celebración del XXIII Congreso de Periodismo de Huesca celebrado el 25 de marzo de 2022 en el Palacio de Congresos de la capital oscense. El galardón, patrocinado por el Ayuntamiento de Huesca, contó con una dotación económica de 3000 euros. El jurado justificó el reconocimiento a Marcos por su compromiso con la difusión diaria y tratamiento de la información, y por su personal contribución a través de ambos soportes digitales de su propia creación.